# Rinkaby (Kristianstad)
Rinkaby ist ein Dorf in der schwedischen Provinz Skåne län und der historischen Provinz Schonen. Der Tätort in der Gemeinde Kristianstad hatte 2015 768 Einwohner.

## Geschichte

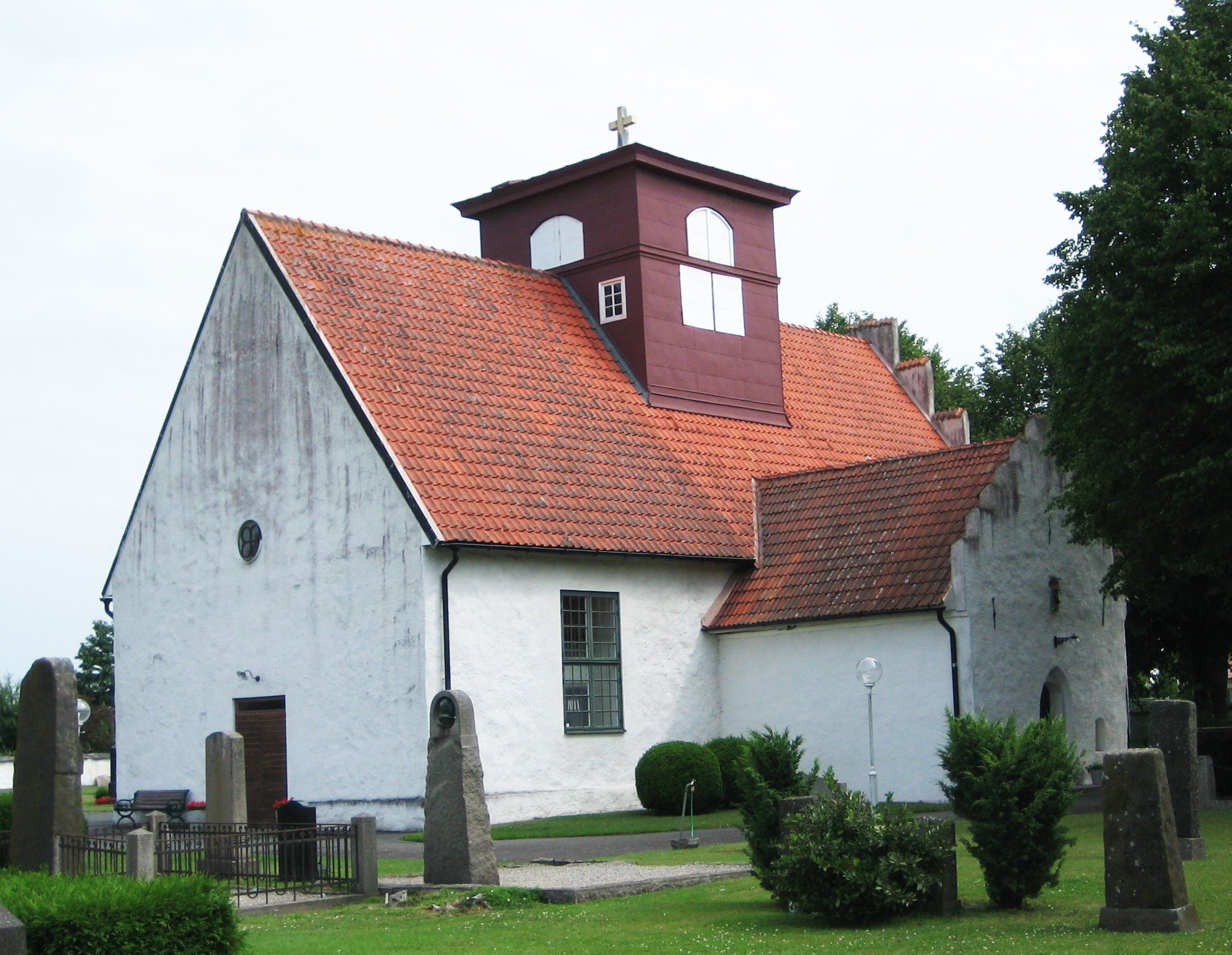
Kirche von Rinkaby

In der Umgebung von Rinkaby finden sich zahlreiche Fundplätze aus Stein- und Bronzezeit. Seit dem 9. Jahrhundert ist der Ort dauerhaft besiedelt.
Die Kirche von Rinkaby wurde in der Mitte des 13. Jahrhunderts erbaut. Die ursprüngliche Kirchendecke wurde am Ende des 15. Jahrhunderts durch eine gotische Gewölbedecke ersetzt, die mit Fresken vom Typ der Vittskövlegruppe geschmückt ist.
1651 wurde der gesamte Ort durch einen verheerenden Brand zerstört.
Die landwirtschaftlich geprägte Gemeinde war zwischen 1800 und 1960 einer der Schwerpunkte des schwedischen Tabakanbaus. Die vierzehn erhaltenen Tabakdarren stehen unter Denkmalschutz.
Auf dem benachbarten Militärgelände wurden 1945/46 nach Schweden geflüchtete Angehörige der deutschen Wehrmacht interniert, die im Rahmen der Baltenauslieferung an die sowjetischen Behörden übergeben wurden.

## Infrastruktur
Durch Rinkaby verlaufen der Länsväg 118 und die im regulären Personenverkehr stillgelegte Åhusbanan, die beide Kristianstad mit Åhus verbinden. Eine längerfristige Wiederaufnahme des Personenverkehrs auf der Åhusbanan, möglicherweise als Tram-Train, wird derzeit (2009) untersucht.
Östlich von Rinkaby befindet sich seit 1900 ein Truppenübungsplatz mit Schießplatz und Flugfeld. Seit 2000 wird ein Teil dieses Gelände für Großveranstaltungen des schwedischen Pfadfinderverbandes Svenska Scoutrådet genutzt; 2001 und 2007 fanden dort Großlager mit jeweils mehr als 20.000 Teilnehmern statt. 2011 wurde auf diesem Gelände das 22. World Scout Jamboree 2011 mit über 40.000 Teilnehmern aus 143 Ländern veranstaltet.

## Söhne und Töchter des Ortes
- Eva Waldemarsson (1903–1986), Schriftstellerin